# Luigi Cherubini (football)
Luigi Cherubini, né le 15 janvier 2004 à Tivoli en Italie, est un footballeur italien, qui évolue au poste d'ailier gauche au Carrarese Calcio.

## Biographie

### En club
Né à Tivoli en Italie, Luigi Cherubini commence le football à l'ACD Guidonia est formé à l'AS Rome. Il fait également un passage à la Lazio Rome lors de la saison 2017-2018 avant de retourner à l'AS Rome. Le 18 juillet 2021 il signe son premier contrat professionnel avec le club romain.
C'est avec ce club qu'il joue son premier match en professionnel, le 26 octobre 2023, lors d'une rencontre de Ligue Europa face au SK Slavia Prague. Il entre en jeu et son équipe s'impose par deux buts à zéro.
Le 27 juillet 2024, Luigi Cherubini rejoint le Carrarese Calcio sous la forme d'un prêt d'une saison.
Il découvre alors la Serie B, jouant son premier match dans cette compétition le 18 août 2024, lors de la première journée de la saison 2024-2025, face au Cesena FC. Il entre en jeu et son équipe est battue par deux buts à un.

### En sélection
Luigi Cherubini représente l'Italie en sélection, il commence avec l'équipe d'Italie des moins de 18 ans, avec laquelle il joue un match en 2018.